# Michail Viktorovič Kočubej
Principe Michail Viktorovič Kočubej, (in russo Михаил Викторович Кочубей?) (San Pietroburgo, 13 giugno 1816 – Kiev, 20 gennaio 1874), è stato un ufficiale russo.

## Biografia
Figlio del diplomatico e Ministro degli Affari Interni della dell'impero russo, Viktor Pavlovič Kočubej e di Marija Vasil'evna Vasil'čikova.

## Carriera
Intraprese la carriera militare. Il 22 aprile 1834 fu promosso al rango di cornetta del Reggimento di Cavalleria. Il 28 gennaio 1836 è stato promosso a tenente. Il 21 aprile 1840 è stato nominato tenente-capitano. Il 30 novembre 1843, rassegnò le dimissioni e il 11 dicembre dello stesso anno è stato ammesso al ramo dei quattro della Cancelleria di Sua Maestà.
Nel 1873 è stato eletto maresciallo della nobiltà di Podol'sk.

## Matrimoni
Nel 1842 sposò Marija Ivanovna Barjatinskaja (5 dicembre 1818-20 gennaio 1843), figlia di Ivan Ivanovič Barjatinskij e Marija Fëdorovna Keller, che morì improvvisamente di una febbre a 18 mesi dopo il matrimonio. Fu sepolta nel cimitero del Monastero di San Sergio.
Nel 1867 sposò Maria Eugenia Alice de Bressan (21 settembre 1838-29 dicembre 1909), figlia dell'attore Jean-Baptiste de Prosper Bressan. Ebbero cinque figli:
- Michail Michajlovič (2 aprile 1860-18 ottobre 1937), sposò Olga Šeremeteva (1872-1967), figlia di Vasilij Petrovič Šeremetev;
- Lev Michajlovič (23 giugno 1862-9 maggio 1927), sposò Daria de Beauharnais (1870-1937), ebbero tre figli;
- Viktor Michajlovič;
- Marija Michajlovna (7 marzo 1866-22 dicembre 1954), sposò Konstantin Dmitrievič Nilov;
- Aleksandr Michajlovič (1869-1889).

## Morte
Morì il 20 gennaio 1874, a Kiev.